# Trzcinnik szuwarowy
Trzcinnik szuwarowy  (Calamagrostis pseudophragmites (Haller f.) Koeler) – gatunek rośliny z rodziny wiechlinowatych (Poaceae). Występuje w Eurazji. W Polsce rośnie wzdłuż Wisły i jej karpackich dopływów.

## Morfologia

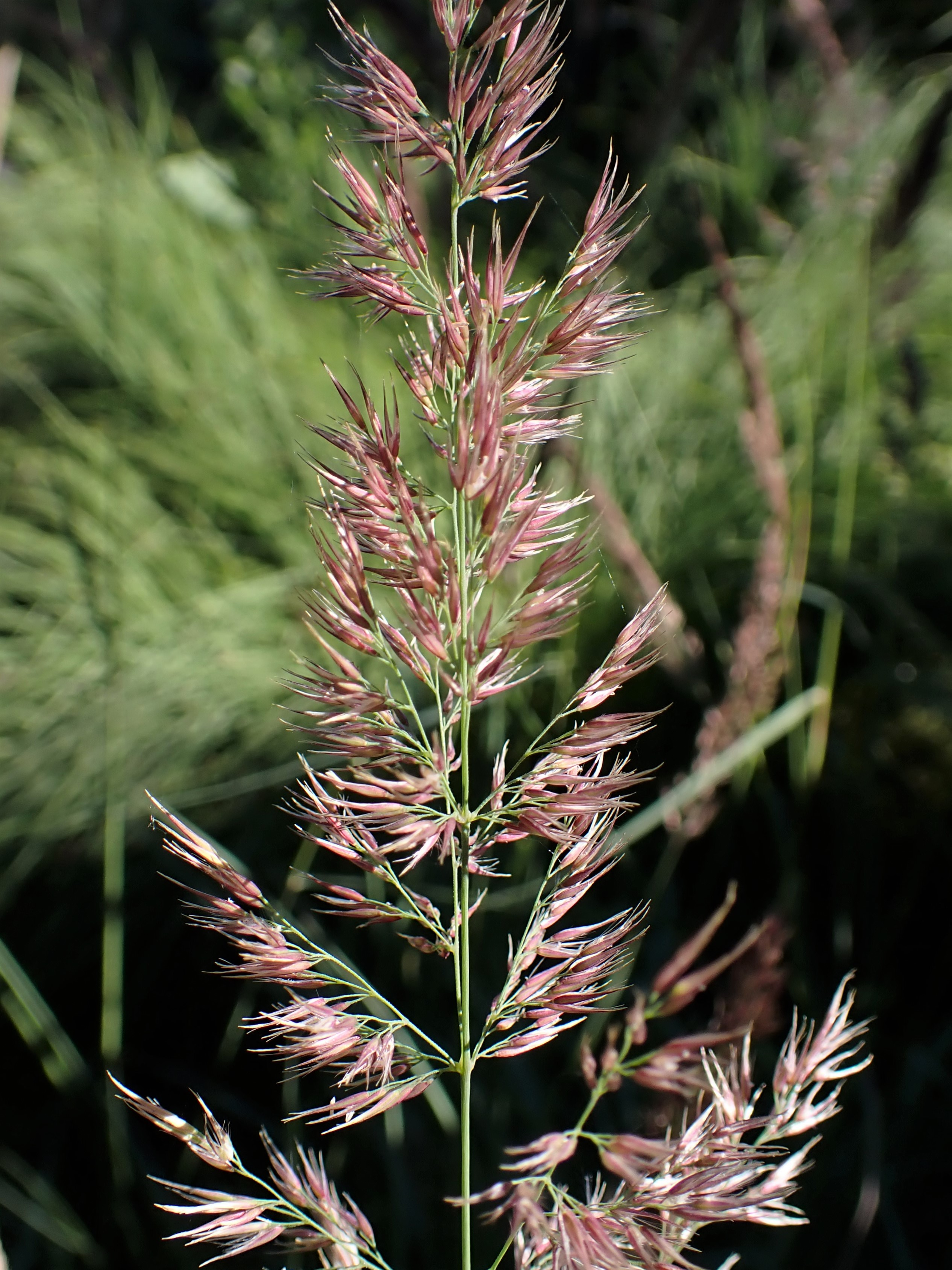
Fragment kwiatostanu

ŁodygaŹdźbło do 1,5 m wysokości.
LiścieDo 1 cm szerokości.
KwiatyZebrane w kłoski, te z kolei zebrane w wiotką, zwisającą wiechę. Plewy wąskie, krótko owłosione na grzbiecie. Plewa górna krótsza od dolnej. Plewka dolna wąskolancetowata, delikatna, przejrzysta, trójnerwowa, oścista, u nasady pokryta jednakowymi włoskami od niej dłuższymi; ość prawie sięga szczytu plewy dolnej.
OwocZiarniak.

## Biologia i ekologia

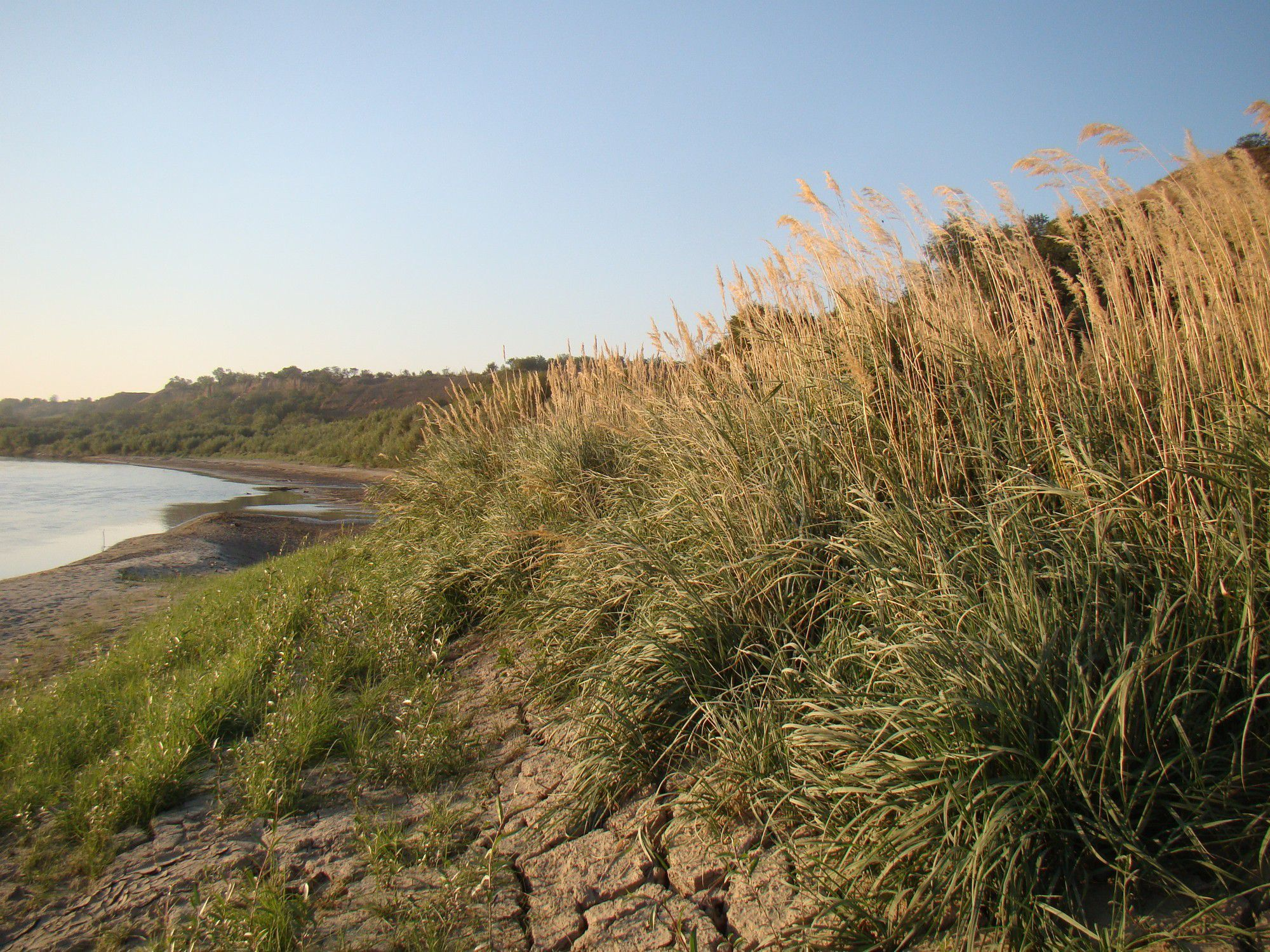
Siedlisko trzcinnika szuwarowego

Bylina, hemikryptofit. Rośnie nad rzekami. Kwitnie w czerwcu i lipcu. Kwiaty są wiatropylne. Gatunek charakterystyczny zbiorowiska Calamagrostis psedophragmites-Festuca rubra.